# Décembre 1988

## Évènements
- Lors de l’Assemblée générale des Nations unies Gorbatchev annonce une réduction unilatérale des forces conventionnelles, notamment en Europe de l’Est et le long de la frontière sino-soviétique.

### 1erdécembre
- Discours inaugural de Carlos Salinas de Gortari, nouveau président du Mexique issu du Parti révolutionnaire institutionnel (PRI)[1].

### Mercredi7 décembre 1988
- Afrique du Sud : Nelson Mandela, le chef de l'ANC, est libéré et mis en résidence surveillée.
- Arménie (ex-Union soviétique) : un séisme de 6,9 sur l'échelle de Richter cause la mort de près de 25 000 Arméniens écrasés sous les décombres du fait de la mauvaise qualité antisismique des constructions, voir . Au total, 21 villes et 58 villages sont détruits entièrement ou en partie, et 530 000 personnes se retrouvent sans abri dans une région où le thermomètre descend en hiver jusqu'à -15 ou −20 °C en hiver.

### Mardi13 décembre 1988
- Union européenne : les constructeurs rendent publics leurs divergences avec Eurotunnel. Les différends concernent les surcoûts avec les entrepreneurs du fait des vices fondamentaux contenus dans le contrat de construction.

### Vendredi16 décembre 1988
- États-Unis : le président George H. W. Bush nomme John Tower, secrétaire à la Défense. Ancien sénateur du Texas, ancien président de la Commission des forces armées du Sénat et conseiller privé du président sur les problèmes internationaux pendant la campagne présidentielle.
- Sortie du film Rain Man réalisé par Barry Levinson avec notamment Tom Cruise et Dustin Hoffman.

### Mercredi21 décembre 1988
- Écosse : un Boeing 747 de la Pan Am explose au-dessus de Lockerbie, causant la mort de 270 personnes. - Voir Attentat de Lockerbie.
- France : à la suite de l'affaire de la Société générale, le Sénat crée la commission de l'action des organismes publics ayant trait à des opérations financières portant sur le capital des sociétés privées.

### Jeudi22 décembre 1988
- Namibie : accords de New York.

### Vendredi23 décembre 1988
- France : une circulaire du ministre de l'Intérieur, Pierre Joxe, est envoyée aux préfets pour abroger certaines dispositions de la circulaire d'application de la loi Pasqua du 9 septembre 1986 sur l'entrée et le séjour des étrangers.

### Dimanche25 décembre 1988
- France : Jacques Gaillot, le controversé évêque d'Évreux, déclare à la radio « Pacific FM » qu'il est prêt à donner une bénédiction aux homosexuels qui en feraient la demande à l'occasion de leur union.

### Vendredi30 décembre 1988
- Canada : ratification de l’accord de libre-échange avec les États-Unis.
- Yougoslavie : le premier ministre Branko Mikulić est poussé à la démission sous la pression sociale. Sa décision de geler les salaires avait provoqué une vague de grèves. Son remplaçant, Ante Marković, présenté comme l'« homme de la dernière chance », est un partisan des réformes qui veut encourager le secteur privé ainsi que les investissements étrangers.

### Samedi31 décembre 1988
- France : lors de la cérémonie des vœux, le président François Mitterrand déclare : « Je souhaite que soient révisées sans tarder plusieurs des dispositions législatives applicables aux immigrés, dispositions qui me paraissent ni équitables ni justifiées. »

## Naissances
- 1er décembre :
  - Léa Castel, chanteuse française de R&B.
  - Tyler Joseph : chanteur, rappeur, compositeur, musicien américain.
  - Zoë Kravitz: actrice américaine.
- 4 décembre : Marwan Berreni, acteur français.
- 6 décembre :
  - Waly Dia, comédien et humoriste français.
  - Larry et Laurent Bourgeois, (Les Twins) danseurs/créateur de mouvement urbain.
  - Sabrina Ouazani, actrice française.
- 8 décembre : Christophe Montenez, acteur français.
- 9 décembre : Suleiman Kangangi, coureur cycliste kényan († 27 août 2022).
- 12 décembre : Hahm Eun-jung, danseuse et chanteuse sud-coréenne.
- 14 décembre :
  - Nicolas Batum, basketteur français.
  - Vanessa Anne Hudgens, actrice et chanteuse américaine.
- 16 décembre : Anna Popplewell, actrice britannique.
- 17 décembre :
  - Amélie Lacoste, patineuse artistique canadienne.
  - David Rudisha, athlète kényan, spécialiste du 800 mètres.
- 18 décembre : Alexis Sánchez, footballeur chilien.
- 21 décembre : Markeith Cummings, basketteur américain.
- 23 décembre : Eri Kamei, idole japonaise.
- 25 décembre : Eric Gordon, basketteur américain.
- 27 décembre : Hayley Williams, chanteuse américaine (Paramore).
- 28 décembre : Perri Pierre, acteur et producteur américain.
- 29 décembre : Ágnes Szávay, joueuse de tennis hongroise.
- 30 décembre : Cameron Long, basketteur américain.
- 31 décembre : Joyce Cousseins-Smith, basketteuse française.

## Décès
- 6 décembre : Roy Orbison, chanteur américain.
- 16 décembre : Sylvester, chanteur de disco américain.
- 22 décembre : Chico Mendes, seringueiro, défenseur de l'Amazonie.
- 24 décembre : Pierre Pouly, matador français (° 7 mars 1899).
- 27 décembre : Hal Ashby, réalisateur américain (° 2 septembre 1929).